# Juan Díez Sánchez
Juan Díez Sánchez (Melilla, 2 de abril de 1955) es un reconocido historiador español.

## Trayectoria
Desde joven sintió interés por la actualidad social, comenzando en los años 80 a profundizar en la historia contemporánea de Melilla, en el siglo XX. Trabajando sobre los temas que ningún otra había tocado, periodismo; sociedad, cultura, automovilismo; industria, comercio y artistas.
Desde 1983 es miembro de la Asociación de Estudios Melillenses, en la que ha sido Tesorero, (1985-1988), presidente (1989-1992), vicepresidente y archivero-bibliotecario, así como miembro del Consejo de Redacción de la revista Trápana y de Cuadernos de Historia de Melilla. El 25 de marzo de 1992 fue nombrado Socio Honorario de la Asociación de Estudios Melillenses en su asamblea general, siéndole concedido el Escudo de Oro de la Entidad.
Ha impartido cientos de conferencias para múltiples organizaciones y sociedades, Asociación de Estudios Melillenses, la Comandancia de la Guardia Civil, el Centro de Hijos de Melilla, la UNED, el Casino Español, la Asociación Taurina "Los Medios", la Asociación Cultural Flamenca "Los Cabales", Asociación de la Prensa de Melilla y el Real Club Marítimo de Melilla y las asociaciones de vecinos de los barrios Real y Tesorillo, así como ha escrito cientos de artículos desde 1986.
Ha realizado los programas de exposiciones como, Victorio Manchón. 1952-1969. Cuaderno retrospectivo, Memorial Carlos Rodríguez Iglesias, Isidro Romero (1906-1987). Melilla: Bocetos iluminados.
Fue coordinador y coautor del álbum gráfico Barrios de Melilla Colón, Cabrerizas...", del libro "Historia de Melilla a través de sus calles y barrios, Historia gráfica de Melilla, con Francisco Carmona Pachón, y autor de Melilla y el mundo de la imagen, Aproximación a la fotografía, el cine y la televisión, Diego Mullor, un artista entre Occidente y Oriente (San Roque, Málaga, Melilla, Madrid, Tánger): notas evocadoras de su trayectoria como pintor, dibujante y caricaturista en el centenario de su llegada a Melilla (1911-2011) y Arquitectura orientalista : Melilla y su entorno en la primera mitad del siglo XX : álbum gráfico.